# Musée national des sciences naturelles de Malte
Pour les articles homonymes, voir Vilhena (homonymie).
Le Musée national des sciences naturelles de Malte (en maltais Mużew Nazzjonali tal-Istorja Naturali, en anglais National Museum of Natural History) est situé à Mdina, à l'intérieur du Palais Vilhena.

## Histoire du bâtiment
Le Musée National d'Histoire Naturelle est installé dans le palais Vilhena. Ce palais date de 1726, il est bâti par l'architecte français Charles François de Mondion sur la commande du 66e grand maître, António Manoel de Vilhena.
Le bâtiment sert ensuite d'hôpital temporaire pendant l'épidémie de choléra de 1837, puis comme sanatorium pour les troupes britanniques en 1860 et comme un hôpital pour les patients tuberculeux au début du XXe siècle.

## Fonction
Le musée est officiellement inauguré en 1973. La tâche principale du musée est l'acquisition, la collecte et la conservation du matériel d'histoire naturelle, avec une importance particulière donnée pour le biotope local.

## Contenu
Les domaines exposés au public sont variés tels que la géologie maltaise, des collections de paléontologie, de mammifères exotiques, de faune marine, d'insectes, de coquillages, d'oiseaux et d'évolution humaine.
Une salle est consacrée à l'anatomie du squelette des vertébrés, des dioramas sur des écosystèmes maltais comme les habitats des oiseaux dans les falaises de Malte, ou encore les murets. Des présentations soulignent l'importance écologique des îles de Filfola, du Fungus Rock, des îles de Saint-Paul ou de Comino. Y sont présentées des espèces endémiques de l'archipel maltais, telles que la centaurée de Malte, la plante nationale maltaise.
Le Mizzi L. Hall est consacré aux minéraux. Il ne présente qu'une petite partie de la vaste collection de Lewis Mizzi, riche de plus de 850 roches et de minéraux.

## Vol de l'échantillon lunaire

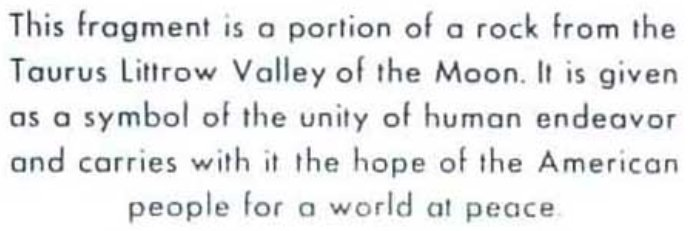
Plaque accompagnant le fragment lunaire ramené par le vol Apollo 17

Le musée était dépositaire d'un échantillon du sol lunaire ramené par l'équipage du vol Apollo 17. Ce morceau pesant environ 1 g a été coupé dans un fragment de basalte lunaire numéroté 70017. Le fragment était contenu dans un globe et accompagné d'un petit drapeau maltais qui avait été transporté sur la lune par l'équipage d'Apollo 17 avant d'être ramené sur Terre. L'ensemble fut offert en 1973 par le président américain Richard Nixon à la République de Malte, comme à 134 autres pays du monde et 50 états américains, comme un geste de bonne volonté et pour promouvoir la paix.
L'échantillon a été volé dans le musée le 18 mai 2004 avec son globe plastique. Le drapeau, la plaque commémorative ainsi que le support en bois ont été laissés sur place, ce qui suggère le vol d'un amateur car ces derniers éléments authentifiaient la roche. À ce jour (septembre 2016), l'échantillon n'a toujours pas été retrouvé.
À noter qu'un autre échantillon lunaire, issu du vol Apollo 11, est toujours exposé dans le Musée de la Nature de Gozo.